# Twist Tie

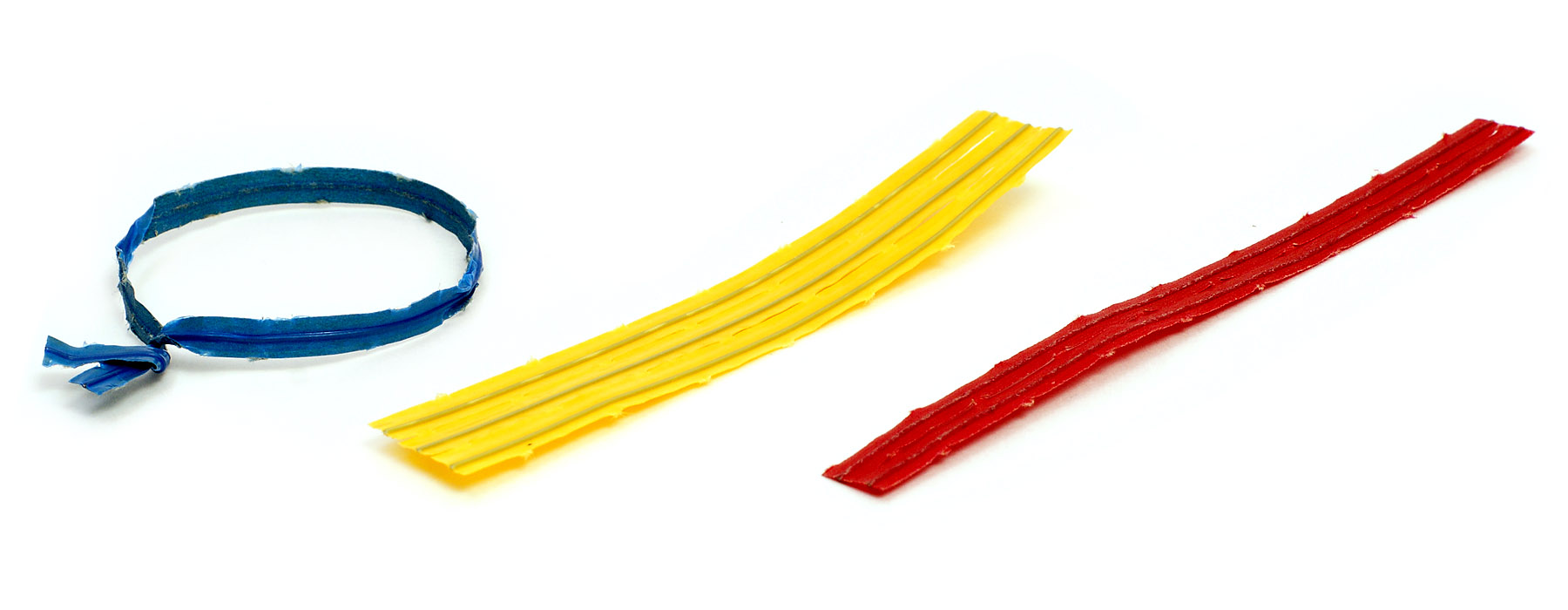
Twist tie azules, amarillos y rojos. El azul se tuerce para demostrar cómo se utilizan.

El twist tie、lazo de torcedura、o plastinudo, es una cinta de cierre de metal reforzada y recubierta por un material de papel o plástico que consigue un cierre hermético para una gran cantidad de productos, gracias a este tipo de cierre puede doblarse y conservar su forma. Suele utilizarse para productos que están distribuidos en bolsas, como bolsas de basura o bolsas de pan.«New Trade Case on Imports of Twist Ties from China».
Se utiliza envolviendo el artículo que se va a atar con un alambre retorcido, y luego se retuercen los extremos. A menudo se incluyen en las cajas de bolsas de plástico para alimentos o bolsas de basura, y suelen estar disponibles individualmente en tramos precortados, en grandes bobinas.
El revestimiento exterior puede ser de varios colores con o sin impresión. Este puede estar formado por un papel liso, papel metálico, plástico, poliéster u otros tipos de revestimientos personalizados que son populares según el sector al que va dirigido. Las bridas de plástico, poliéster o papel metálico resisten mejor el agua que las versiones de papel sin ningún tipo de recubrimiento. Se utilizan diferentes tamaños y resistencias para diferentes aplicaciones, desde un pequeño cierre para una bolsa de pan hasta una gran y pesada brida para mantener en su sitio las mangueras de jardín. Una brida con un amplio recubrimiento de papel también puede utilizarse para etiquetar.
El cable suele estar fabricado de acero inoxidable o acero galvanizado con un diámetro entre 19 y 31 AWG (0.2 y 0.9 mm).